# Grey District
Der Grey District ist eine zur Region West Coast gehörende Verwaltungseinheit in Neuseeland. Der Rat des Distrikts, Grey District Council (Distriktrat) genannt, hat seinen Sitz in der Stadt Greymouth, ebenso wie die Verwaltung des Distrikts.

## Geographie

### Geographische Lage
Der Grey District ist der mittlere und kleinste Distrikt in der Region West Coast. Er verfügt über eine reine Landfläche von 3475 km² und hatte zum Census im Jahr 2013 mit 13.371 Einwohnern eine Bevölkerungsdichte von 3,8 Einwohner pro km².
Die westliche Grenze des Distrikts bildet die Küstenlinie zur Tasmansee. Südlich grenzt der Westland District an und im Nordosten der Buller District. Die östliche Grenze bildet der Hurunui District, der bereits zur Region Canterbury gehört. Landschaftlich wird der Distrikt von der Berglandschaft der Neuseeländischen Alpen bestimmt. Größter Fluss ist der Grey River/Māwheranui, der bei Greymouth in die Tasmansee mündet und als größter See gilt der Lake Brunner / Moana, der sich rund 25 km südöstlich von Greymouth befindet. Die größte Stadt des Distrikts ist Greymouth.

### Klima
Der Grey District steht so, wie die gesamte Region der West Coast bevorzugt unter dem Einfluss südwestlicher und nordöstlicher Windströmungen, die local und topologieabhängig aus unterschiedlichen Richtungen kommen können. Südwestliche bis westliche Winde bringen in der Regel viele Wolken, die sich an den Westhängen der Neuseeländischen Alpen abregnen und so zu erheblichen Niederschlagsmengen führen. Zwischen 3000 bis über 6000 mm pro Jahr sind je nach Lage möglich. In der Gegend um Westport liegen die Niederschläge bei zwischen 2000 und 2300 mm pro Jahr. Die mittleren Tagestemperaturen im Sommer liegen um die 20 °C, in den Höhenlagen bis auf 10 °C abfallend. Im Winter pendeln sich die mittleren Tagestemperaturen zwischen 1 °C und 3 °C ein, zwischen Westport und Greymouth  bis zu 7 °C., in den Höhenlagen unter dem Gefrierpunkt. Die Sonnenscheindauer liegt an der gesamten Küste und im nördlichen Teil der Westküstenregion zwischen 1600 und 1800 Stunden pro Jahr, in den Bergen aber bis auf unter 1300 Stunden absinkend.

## Bevölkerung

### Bevölkerungsentwicklung
Von den 13.371 Einwohnern des Distrikts waren 2013 1155 Einwohner Māori-stämmig (8,6 %). Damit lebten 0,2 % der Māori-Bevölkerung des Landes im Grey District. Das durchschnittliche Einkommen in der Bevölkerung lag 2013 bei 26.600 NZ$ gegenüber 28.500 NZ$ im Landesdurchschnitt.

### Herkunft und Sprachen
Die Frage nach der Zugehörigkeit einer ethnischen Gruppe beantworteten in der Volkszählung 2013 92,6 % mit Europäer zu sein, 9,3 % gaben an, Māori-Wurzeln zu haben, 1,1 % kamen von den Inseln des pazifischen Raums und 1,8 % stammten aus Asien (Mehrfachnennungen waren möglich). 9,7 % der Bevölkerung gab an in Übersee geboren zu sein. 1,4 % der Bevölkerung sprachen Māori als zweithäufigste Sprache nach Englisch und unter den Māori taten dies 8,4 %.

## Politik

### Verwaltung
Der Grey District ist noch einmal in vier Wards unterteilt, dem Central Ward mit vier Councillors (Ratsmitglieder), dem Eastern Ward mit zwei und dem Notherns Ward sowie dem Southern Ward mit je einem Councillor. Die acht Councillors bilden zusammen mit dem Mayor (Bürgermeister) den Distrikt Council (Distriktrat) und werden alle drei Jahre neu gewählt.

## Wirtschaft
Als bedeutsame Wirtschaftszweige sind die Landwirtschaft und der Fischfang im Distrikt anzusehen. Im Kohle- und Goldbergbau der Region arbeiten 30 % der Beschäftigten des Distrikts. Entsprechend ist auch das produzierende Gewerbe ausgerichtet.
In Greymouth befindet sich u. a. die Monteith’s Brewing Company, einer der bekanntesten Brauereien Neuseelands.

## Infrastruktur

### Verkehr
Verkehrstechnisch angeschlossen ist der Distrikt durch den New Zealand State Highway 6, der von Norden von Westport kommend durch Greymouth führt und an der Küste weiter nach Süden verläuft. Der New Zealand State Highway 7 beginnt in Greymouth und führt über Reefton nach Osten ins Landesinnere. Der State Highway 73 verläuft von der Küste aus durch den südlichen Teil des Distrikts nach Osten.